# Дейвид Фостър
Дейвид Уолтър Фостър (на английски: David Walter Foster) е канадски музикант, певец, композитор, текстописец и продуцент.
Спечелил е 16 Грами от 47 номинации. Продуцент е на изпълнители като Селин Дион, Джош Гробан, Майкъл Бубле, Алис Купър, Кристина Агилера, Андреа Бочели, Тони Бракстън, Чикаго, Натали Кол, Уитни Хюстън, Дженифър Лопес, Кени Роджърс, Сийл, Род Стюарт, Оливия Нютън-Джон, Майкъл Джексън, Мадона, Барбра Страйсънд и много други.
През 1970-те участва в качеството си на музикант в записите на Джон Ленън, Джордж Харисън, Майкъл Джаксън, Даяна Рос, Барбра Страйсънд и Род Стюарт.
Работи като продуцент с някои от най-известните имена в шоубизнеса като Уитни Хюстън, Кристина Агилера, Андреа Бочели, Майкъл Джонс и много други.
Написва музиката към филми като „Огън на свети Елм“ и „Бодигардът“.